# Meistriliiga 2009
La Meistriliiga 2009 fu la 19ª edizione della massima serie del campionato di calcio estone disputata tra il 7 marzo e il 10 novembre 2009 e conclusa con la vittoria del Levadia Tallinn, al suo settimo titolo e quarto consecutivo.

## Squadre partecipanti
Con la retrocessione di Vaprus Pärnu e TVMK Tallinn (relegata d'ufficio all'ultimo posto per problemi finanziari e poi fallita), sono state promosse nella massima serie Kuressaare e Paide, quest'ultima all'esordio in Meistriliiga dopo lo spareggio contro il Vaprus Pärnu. Il Maag Tammeka Tartu, 7° nella scorsa stagione di Meistriliiga, ritorna al precedente nome di Tammeka Tartu.
| Club             | Città      | Stadio                   | Posizione 2008                               |
| ---------------- | ---------- | ------------------------ | -------------------------------------------- |
| Flora Tallinn    | Tallinn    | A. Le Coq Arena          | 2º posto                                     |
| Kalev Sillamäe   | Sillamäe   | Stadio Kalevi            | 5º posto                                     |
| Kalev Tallinn    | Tallinn    | Kalevi Keskstadioon      | 8º posto                                     |
| Kalju Nõmme      | Tallinn    | Stadio Hiiu              | 4º posto                                     |
| Kuressaare       | Kuressaare | Kuressaare linnastadioon | 1º posto in Esiliiga                         |
| Levadia Tallinn  | Tallinn    | Stadio Kadrioru          | Campione                                     |
| Paide            | Paide      | Stadio Ühisgümnaasiumi   | 2º posto in Esiliiga e vittoria nei play-off |
| Tammeka Tartu    | Tartu      | Stadio Tamme             | 7º posto                                     |
| Trans Narva      | Narva      | Stadio Kreenholmi        | 3º posto                                     |
| Tulevik Viljandi | Viljandi   | Viljandi linnastaadion   | 6º posto                                     |

## Classifica finale
|                    |     | Classifica 2009-2010 | Pt | G  | V  | N | P  | GF  | GS | DR  |
| ------------------ | --- | -------------------- | -- | -- | -- | - | -- | --- | -- | --- |
| Estonia (bandiera) | 1.  | Levadia Tallinn      | 97 | 36 | 31 | 4 | 1  | 121 | 23 | +98 |
|                    | 2.  | Kalev Sillamäe       | 76 | 36 | 24 | 4 | 8  | 85  | 40 | +45 |
|                    | 3.  | Trans Narva          | 76 | 36 | 23 | 7 | 6  | 82  | 29 | +53 |
|                    | 4.  | Flora Tallinn        | 72 | 36 | 22 | 6 | 8  | 79  | 31 | +48 |
|                    | 5.  | Kalju Nõmme          | 54 | 36 | 15 | 9 | 12 | 65  | 47 | +18 |
|                    | 6.  | Tulevik Viljandi     | 51 | 36 | 15 | 6 | 15 | 55  | 49 | +6  |
|                    | 7.  | Tammeka Tartu        | 24 | 36 | 7  | 3 | 26 | 29  | 86 | -57 |
|                    | 8.  | Kuressaare           | 24 | 36 | 7  | 3 | 26 | 21  | 99 | -78 |
|                    | 9.  | Paide                | 22 | 36 | 6  | 4 | 26 | 21  | 97 | -76 |
|                    | 10. | Kalev Tallinn        | 16 | 36 | 4  | 4 | 28 | 32  | 89 | -57 |

### Spareggio promozione/retrocessione
| Arbitro: | Roomer Tarajev |

|  |           |           |
|  | Marcatori | 48’ Pebre |

| Arbitro: | Jaan Roos |

|           |           |              |
| Leetma 8’ | Marcatori | 75’ Danelson |

## Verdetti
- Levadia Tallinn vincitore del campionato (7º) e qualificato alla UEFA Champions League;
- Kalev Sillamäe e Trans Narva qualificati alla UEFA Europa League;
- Paide Linnameeskond vincitore dei play-off e dunque salvo;
- Kalev Tallinn retrocesso in Esiliiga.

## Classifica marcatori
26 gol
- Vitali Gussev (Levadia)

20 gol
- Felipe Nunes (Kalju)

17 gol
- Nikita Andreev (Levadia)

14 gol
- Jüri Jevdokimov (Tulevik)

13 gol
- Alo Dupikov (Flora Tallinn)
- Vitali Leitan (Levadia)
- Aleksey Naumov (Sillamäe Kalev)
- Aleksandr Tarassenkov (Trans)
- Vjatšeslav Zahovaiko (Flora Tallinn)

12 gol
- Konstantin Nahk (Levadia)

11 gol
- Dmitry Lipartov (Sillamäe Kalev)
- Tõnis Kaukvere (Kalju)

10 gol
- Aleksandr Dubõkin (Sillamäe Kalev)
- Aleksandr Kulik (Sillamäe Kalev)
- Sander Puri (Levadia)
- Daniil Ratnikov (Trans)